# (9430) Érichthonios
(9430) Érichtonios, désignation internationale (9430) Erichthonios, est un astéroïde troyen jovien.

## Description
(9430) Érichtonios est un astéroïde troyen jovien, camp troyen, c'est-à-dire situé au point de Lagrange L5 du système Soleil-Jupiter. Il présente une orbite caractérisée par un demi-grand axe de 5,274 UA, une excentricité de 0,053 et une inclinaison de 1,0° par rapport à l'écliptique.
Il est nommé en référence au personnage de la mythologie grecque Érichtonios, acteur du conflit légendaire de la guerre de Troie.

## Compléments